# Reincarnation of a Lovebird
Albums de Charles Mingus
Newport Rebels Oh Yeah
Reincarnation of a Lovebird est un album de Charles Mingus enregistré en 1960 et sorti en 1988.

## Titres
| No | Titre                            | Paroles                                 | Auteur         | Durée |
| -- | -------------------------------- | --------------------------------------- | -------------- | ----- |
| 1. | Reincarnation of a Lovebird No 2 |                                         | Charles Mingus | 6:58  |
| 2. | Wrap Your Troubles In Dreams     |                                         | Harry Barris   | 3:51  |
| 3. | R & R                            |                                         | Mingus         | 11:51 |
| 4. | Body and Soul                    | Edward Heyman, Robert Sour, Frank Eyton | Johnny Green   | 13:49 |
| 5. | Bugs                             |                                         | Mingus         | 8:29  |

## Musiciens
- Charles Mingus – contrebasse
- Lonnie Hillyer - trompette
- Roy Eldridge - trompette
- Charles McPherson - saxophone alto
- Eric Dolphy - flûte, saxophone alto, clarinette basse
- Booker Ervin - saxophone ténor
- Jimmy Knepper - trombone
- Paul Bley - piano
- Tommy Flanagan - piano
- Dannie Richmond - batterie
- Jo Jones - batterie